# Ardfernal
Ardfernal är en by på ön Jura i Argyll and Bute, Skottland. Byn är belägen 5 km från Craighouse. Den har 9 byggnader. Orten hade 138 invånare år 1841.